# Roger Freeman
Roger Norman Freeman (ur. 27 maja 1942 w Wirral, zm. 2 czerwca 2025) – brytyjski polityk, członek Partii Konserwatywnej, minister w drugim rządzie Johna Majora.
Wykształcenie odebrał w Whitgift School. Pracował w dziale rachunkowości banku inwestycyjnego. W 1979 wystartował w wyborach do Izby Gmin z okręgu Don Valley, ale bez powodzenia. Do parlamentu dostał się dopiero w 1983 , kiedy wygrał wybory w okręgu Kettering. Był parlamentarnym podsekretarzem stanu ds. sił zbrojnych w latach 1986–1988, parlamentarnym podsekretarzem stanu w ministerstwie zdrowia w latach 1988–1990 i ministrem stanu ds. transportu publicznego w latach 1990–1995. Na tym stanowisku doprowadził do przyjęcia w 1993 Railways Act, który doprowadził do prywatyzacji brytyjskich kolei. W 1995 został członkiem gabinetu jako Kanclerz Księstwa Lancaster.
W 1997 przegrał wybory do Izby Gmin, ale niedługo później został kreowany parem dożywotnim jako baron Freeman i wszedł w skład Izbiy Lordów. W 2020 zrezygnował z zasiadania w wyższej izbie Parlamentu.